# Gare d'Ōfuna
Pour les articles homonymes, voir Ōfuna.
La gare d'Ōfuna (大船駅, Ōfuna-eki) est une gare ferroviaire située dans la ville de Kamakura, dans la préfecture de Kanagawa au Japon. La gare est desservie par les lignes de la JR East et par le Monorail Shōnan.

## Situation ferroviaire
La gare d'Ōfuna est située au point kilométrique (PK) 46,5 de la ligne principale Tōkaidō et au PK 49,4 de la ligne Yokosuka. Elle marque le début du monorail Shōnan et la fin de la ligne Negishi.

## Historique
- 1er novembre 1888 : Ouverture de la gare de la ligne Tōkaidō.
- 16 juin 1889 : Raccordement à la ligne Yokosuka jusqu'à la gare de Yokosuka.
- 7 mars 1970 : Raccordement à la ligne du monorail Shōnan jusqu'à la gare de Nishi-Kamakura.
- 9 avril 1973 : Raccordement à la ligne Negishi jusqu'à la gare de Yōkōdai.
- 9 avril 2007 : Grande ouverture du centre commercial Dila Ōfuna à la gare.

## Service des voyageurs

### Accueil

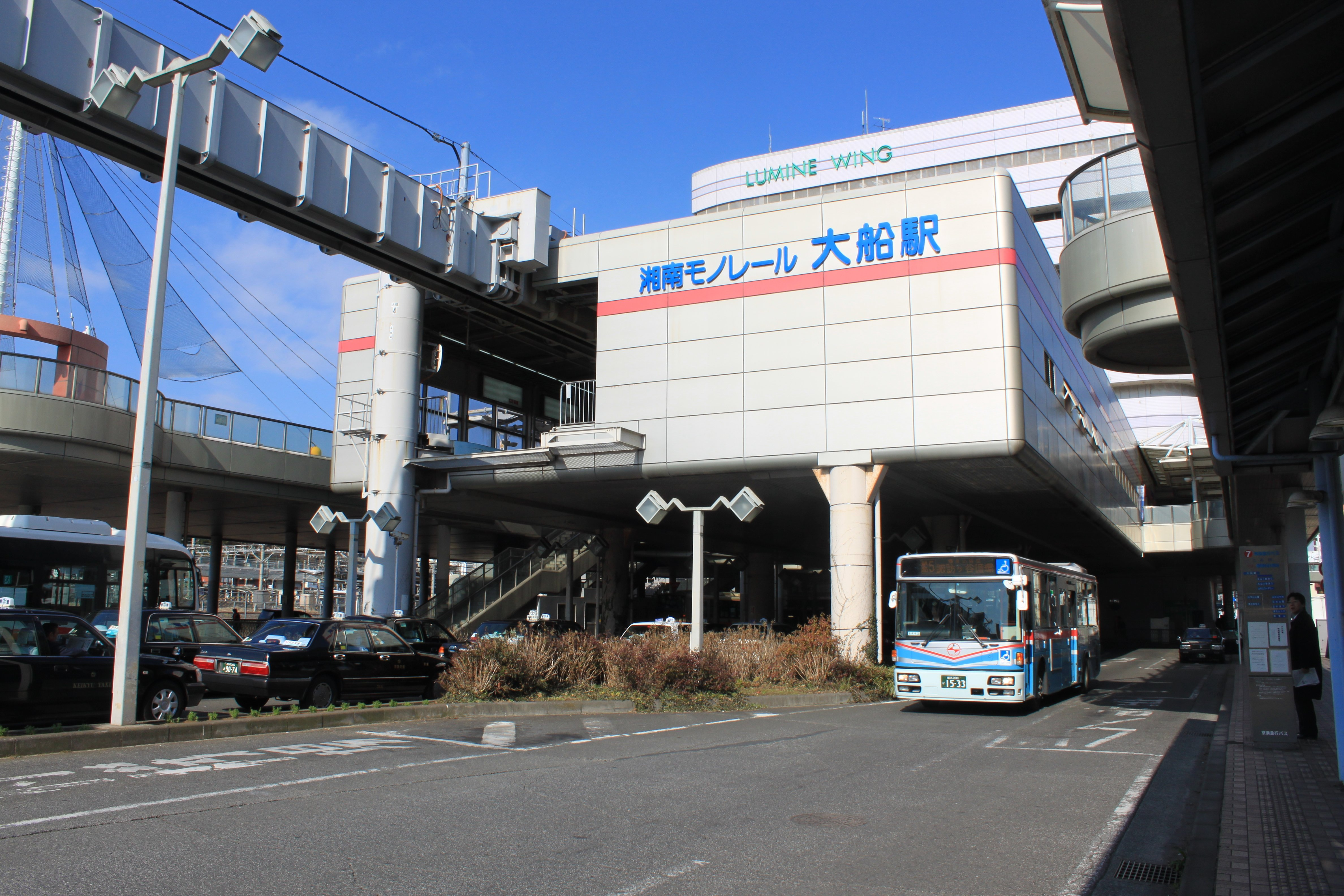
Terminus du monorail Shōnan

La gare dispose d'un bâtiment voyageurs, avec guichet, ouvert tous les jours.

### Desserte

#### JR East
- Ligne principale Tōkaidō :
  - voies 1 et 2 : direction Tokyo (interconnexion avec la ligne Ueno-Tokyo pour Ueno, Ōmiya, Takasaki et Utsunomiya)
  - voies 3 et 4 : direction Odawara et Atami
- Ligne Shōnan-Shinjuku :
  - voies 1, 2, 5, 6 et 7 : direction Shinjuku et Ōmiya
- Ligne Yokosuka :
  - voies 5 et 6 : direction Tokyo (interconnexion avec la ligne Sōbu pour Chiba)
  - voies 7 et 8 : direction Kamakura, Zushi et Kurihama
- Ligne Negishi :
  - voie 9 et 10 : direction Yokohama (interconnexion avec la ligne Keihin-Tōhoku pour Tokyo et Ōmiya)

#### Monorail Shōnan
- voie 1 : direction Shōnan-Enoshima